# Astana
Astana (kazaško Астана, latinizirano: Astana in rusko Астана; prej Akmolinsk, Celinograd, Akmola in Nursultan) je glavno mesto Kazahstana in drugo največje mesto v državi. Mesto, ki se je pred razglasitvijo imenovalo Akmola, je bilo razglašeno za prestolnico Republike Kazahstan 10. decembra 1997 in sicer z dekretom predsednika, ki je bil izdan 20. oktobra 1997 in še istega dne potrjen s strani parlamenta.
Mesto leži na bregovih reke Išim v severnem osrednjem delu Kazahstana, znotraj regije Akmola, čeprav se upravlja kot mesto s posebnim statusom, ločeno od preostale regije. Uradna ocena iz leta 2022 je poročala o 1.350.228 prebivalcih znotraj meja mesta, zaradi česar je bilo drugo največje mesto v državi, takoj za Almatijem, ki je bil glavno mesto do leta 1997. Mesto je leta 1997 postalo glavno mesto Kazahstana; od takrat je zraslo in se gospodarsko razvilo v eno najmodernejših mest v Srednji Aziji. Leta 2021 je vlada izbrala Astano kot eno od 10 prednostnih destinacij za razvoj turizma.
Moderna Astana je načrtovano mesto, ki sledi procesu drugih načrtovanih prestolnic. Potem ko je postalo glavno mesto Kazahstana, je mesto dramatično spremenilo obliko s svojim glavnim načrtom, ki ga je zasnoval japonski arhitekt Kisho Kurokawa. Kot sedež kazahstanske vlade je Astana mesto parlamenta, vrhovnega sodišča, predsedniške palače Ak Orda ter številnih vladnih oddelkov in agencij. Je dom številnih futurističnih stavb, vključno s številnimi nebotičniki.

## Imena
Naselje Akmoly je bilo ustanovljeno leta 1830, verjetno poimenovano po lokalni znamenitosti — Ақ moла dobesedno pomeni 'bel grob' v kazaščini — čeprav ta teorija ni splošno sprejeta. Leta 1832 je dobil status mesta in se preimenoval v Akmolinsk. Leta 1961 se je pod Nikito Hruščovom preimenoval v Celinograd. Leta 1991, po osamosvojitvi Kazahstana, se je ime spremenilo v Akmola.
Decembra 1997 je mesto zamenjalo Almati kot glavno mesto Kazahstana, maja 1998 pa se je preimenovalo v Astano, kar v kazaščini pomeni 'glavno mesto'. Marca 2019 se je prestolnica preimenovala v Nur-Sultan (/ˌnʊərsʊlˈtɑːn/; kazaško Нұр-Сұлтан, latinizirano: Nūr-Sūltan) v čast dolgo vladajočemu predsedniku Nursultana Nazarbajeva, kmalu po njegovem odstopu. Septembra 2022 je predsednik Kassym-Jomart Tokayev podpisal ustavni amandma za vrnitev imena Astana. Od leta 2022 ima Guinnessov svetovni rekord za glavno mesto z največ spremembami imen v sodobnem času.

## Zgodovina mesta

### Srednji vek (od 8. do 18. stoletja)
Pred mnogimi stoletji je bilo naselje Bozok na ozemlju sodobne Astane. Bila je vojaška utrdba stepskega dela Velike svilne poti. Etimologija turške besede Boz ima več pomenov, kot so 'neokrnjena zemlja', 'deviška zemlja' in 'perna trava'. Bilo je veliko naselje 12-14. stoletja. Trenutno se Astana širi na ozemlje starodavnega Bozoka.

### Zgodnja leta (1830–1918)
Naselje Akmoli je bilo ustanovljeno ob reki Išim leta 1830 kot sedež okrožja. Leta 1832 je naselje dobilo status mesta; poimenovali so ga Akmolinsk. Prednosti položaja mesta so bile jasne že leta 1863. Opisuje, kako so ceste povezovale to geografsko središče s Kargalijem na vzhodu, trdnjavo Aktau na jugu in prek Atbasarja s Kokšetaujem na zahodu. Leta 1838, na vrhuncu velikega narodnega in osvobodilnega gibanja, ki ga je vodil Kenesari Kan, je bila trdnjava Akmolinsk požgana. Po zatrtju osvobodilnega gibanja je bila trdnjava obnovljena. 16. julija 1863 je bil Akmolinsk uradno razglašen za okrajno mesto ujezd. Leta 1869 sta bila Akmolinsko zunanje okrožje in oddelek preklicana, Akmolinsk pa je postal središče novoustanovljene Akmolinske oblasti. Leta 1879 je generalmajor Dubelt ruskemu ministrstvu za komunikacije predlagal izgradnjo železnice med Tjumnom in Akmolinskom. V prvih 30 letih svojega obstoja je prebivalstvo Akmola štelo nekaj več kot 2000 ljudi. Vendar pa se je v naslednjih 30 letih prebivalstvo povečalo za trikrat glede na volosti in naselja Akmolinske regije. Leta 1893 je bil Akmolinsk okrožje s 6428 prebivalci, 3 cerkvami, 5 šolami in visokimi šolami ter 3 tovarnami.

### Sovjetska doba (1918–1991)
Med drugo svetovno vojno je Akmolinsk služil kot pot za prevoz inženirskega orodja in opreme iz evakuiranih obratov v Ukrajinski SSR, Beloruski SSR in Ruski SFSR, ki so bili v regijah Kazahstanske SSR. Lokalna industrija je bila imenovana, da se odzove na vojne potrebe in pomaga državi pri zagotavljanju potrebnega za bitke in domače fronte. V povojnih letih je Akmolinsk postal svetilnik gospodarskega preporoda na zahodu Sovjetske zveze, ki ga je uničila vojna. Poleg tega je bilo sem preseljenih veliko rusko-nemških državljanov, potem ko so bili deportirani pod vladavino Josifa Stalina.
Leta 1954 so regije Severne Kazahstanske SSR postale ozemlje kampanje Razvoj nedotaknjenih dežel, da bi regijo spremenili v drugega proizvajalca žita za Sovjetsko zvezo. Decembra 1960 je Centralni komite sprejel resolucijo o ustanovitvi Celini Kraj, ki je obsegala pet regij severnokazahstanske regije SSR. Akmolinska oblast je prenehala obstajati kot ločena upravna enota. Njena okrožja so bila neposredno podrejena novi pokrajinski upravi in Akmolinsk je postal glavno mesto pokrajine ter upravni sedež nove gospodarske regije. 14. marca 1961 je Hruščov predlagal, da bi mesto dobilo ime, ki bi ustrezalo njegovi vlogi v kampanji za Razvoj nedotaknjenih dežel. 20. marca 1961 je Vrhovni sovjet Kazahstanske SSR preimenoval Akmolinsk v Celinograd. 24. aprila 1961 je bila regija ponovno ustanovljena v Celinogradsko oblast. V 1960-ih se je Celinograd popolnoma preoblikoval. Leta 1963 so se začela dela na prvih treh novih visokih stanovanjskih četrtih. Poleg tega je mesto dobilo številne nove monumentalne javne stavbe, vključno s palačo Nedotaknjene dežele, palačo Mladosti, hišo Sovjetov, novim letališčem in več športnimi prizorišči. Leta 1971 je bil Celini Kraj ukinjen in Celinograd je postal središče regije.

### Sodobna doba (1991–danes)
Ime Astana je mesto dobilo dne 6. maja 1998 z dekretom predsednika. V kazaškem jeziku pomeni prestolnica. Pred tem je bila prestolnica mesto Almati, ki leži na jugu države.
Razlog za selitev glavnega mesta je bila boljša geo-strateška lega Astane, saj se nahaja skoraj v središču Evro-Azije. V Astani se križajo poti, ki vodijo iz Sibirije v osrednjo Azijo in iz Kitajske v Evropo. Drugi razlog, ki je botroval preselitvi, pa je bila ideja predsednika Kazahstana Nursultana Nazarbajeva, ki je želel prikazati Kazahstan kot moderno državo, katere blišč bi naj predstavljalo ravno novo glavno mesto. 
Na dan odstopa dolgoletnega predsednika Kazahstana Nursultana Nazarbajeva 20. marca 2019 je parlament sprejel odlok, s katerim so glavno mesto preimenovali v Nursultan. Septembra 2022 je bilo mestu vrnjeno ime Astana.

## Geografija
Astana je skoraj 1000 km oddaljena od največjega mesta v državi in nekdanje prestolnice, Almatija. Najbližji veliki mesti sta Karaganda (200 km) in Omsk v Rusiji (450 km).
Astana leži na obrežju reke Išim v zelo ravninskem, polsušnem stepskem območju, ki pokriva večino ozemlja države. Je na 51° 10' severne zemljepisne širine in 71° 26' vzhodne zemljepisne dolžine. Mesto obsega 722 kvadratnih kilometrov. Nadmorska višina Astane je 347 metrov. Staro mestno jedro se nahaja na desni strani reke, medtem ko se je popolnoma novo mestno središče z državnimi poslopji, novimi naselji in zabaviščnimi vsebinami razraslo na levi strani reke.
Januarja 2020 je Astana imela 1.136.008 prebivalcev; več kot dvakrat več kot leta 2002, ko je bilo 493.000 prebivalcev. Pred odločitvijo o tem, da postane glavno mesto, je štela manj kot 300.000 prebivalcev.
Astano lahko opišemo kot srednjeazijski Dubaj, saj urbanistične in arhitekturne rešitve poudarjajo blišč in razkošje te z nafto in zemeljskim plinom bogate države.

### Podnebje
Astana je druga najhladnejša nacionalna prestolnica na svetu za Ulan Batorjem v Mongoliji, položaj, ki ga je prej imela kanadska prestolnica Ottawa, dokler Astana leta 1997 ni dobila statusa glavnega mesta. Astana ima ekstremno celinsko podnebje s toplimi poletji (z občasnimi kratkotrajnimi padavinami) in dolgimi, zelo mrzlimi in suhimi zimami. Poletne temperature občasno dosežejo 35 °C, medtem ko od -30 do -35 °C ni nič nenavadnega med sredino decembra in začetkom marca. Običajno je mestna reka zamrznjena med drugim tednom novembra in začetkom aprila. Astana ima med Kazahstanci zaslužen sloves zaradi pogostih močnih vetrov, katerih posledice se še posebej močno čutijo na hitro razvijajočem se, a razmeroma izpostavljenem območju mesta na levem bregu.
Na splošno ima Astana klasifikacijo celinskega podnebja po Köppnovi shemi (Dfb). Povprečna letna temperatura v Astani je 3,9 °C. Januar je najhladnejši mesec s povprečno temperaturo −14,5 °C, rekordna najnižja pa je bila januarja 1893, ko je mrzli val dosegel temperature do −51,6 °C. Julij je najbolj vroč mesec s povprečno temperaturo 20,6 °C.

## Gospodarstvo
Gospodarstvo Astane temelji na trgovini, industrijski proizvodnji, prometu, komunikacijah in gradbeništvu. Mestna industrijska proizvodnja je usmerjena predvsem v proizvodnjo gradbenih materialov, živil in strojegradnjo.
Astana je leta 2022 vodilna v regiji CIS na lestvici Global Financial Centers Index.
Mednarodni finančni center Astana (AIFC) je bil odprt julija 2018, da bi postal središče finančnih storitev v Srednji Aziji.
Astana je sedež državnih korporacij, kot so Samruk-Kazyna, Kazakhstan Temir Zholy, KazMunayGas, KazTransOil, Kazatomprom, KEGOC, Kazpost in Kazakhtelecom.
Premik prestolnice je močno spodbudil gospodarski razvoj mesta. Visoka stopnja gospodarske rasti je pritegnila številne vlagatelje. V 16 letih, odkar je Astana prestolnica, se je obseg naložb povečal za skoraj 30-krat, bruto regionalni proizvod se je povečal za 90-krat,[59] industrijska proizvodnja pa za 11-krat. Bruto regionalni proizvod mesta predstavlja približno 8,5 odstotka republiškega bruto domačega proizvoda.
Posebna ekonomska cona Astana – Novo mesto je bila ustanovljena leta 2001, da bi pomagala pri razvoju industrije in povečala privlačnost mesta za vlagatelje.
Administracija Astane spodbuja razvoj malih in srednje velikih podjetij s sodelovanjem državnega sklada blaginje Samruk-Kazyna in nacionalne gospodarske zbornice. Podpora je zagotovljena s posebnim programom kreditiranja. Tako se je število malih in srednje velikih podjetij v primerjavi s predhodnim letom na dan 1. 7. 2015 povečalo za 13,7 % na več kot 96.000. Poleg tega se je število zaposlenih v malem in srednjem gospodarstvu povečalo za 17,8 % na več kot 234.000 ljudi na dan 1. 4. 2015.[63]
Astana je bila uvrščena na seznam 21 najboljših inteligentnih skupnosti na svetu, glede na poročilo, ki ga je oktobra 2016 objavil Intelligent Community Forum. Ocenjevalni seznam vključuje mesta, regije in skupnosti, ki uporabljajo digitalne instrumente za gradnjo lokalnega gospodarstva in družba.
Turizem postaja eden od dejavnikov, ki poganjajo gospodarsko rast v mestu. Astana je med desetimi najprivlačnejšimi turističnimi mesti v Skupnosti neodvisnih držav (CIS).

## Mestna pokrajina
Astana je razdeljena na štiri okrožja. Okrožje Almaty je bilo ustanovljeno 6. maja 1998 s predsedniškim odlokom. Ozemlje okrožja obsega površino 21.054 hektarjev s 375.938 prebivalci. Okraj ima pet vasi. Okrožje Yesil, ki se imenuje tudi levi breg mesta, je bilo ustanovljeno 5. avgusta 2008 s predsedniškim odlokom. Ozemlje okrožja obsega površino 31.179 ha s 119.929 prebivalci. Okrožje Saryarka je bilo ustanovljeno 6. maja 1998 s predsedniškim odlokom. Ozemlje okrožja obsega površino 19.202 ha s 339.286 prebivalci. Okrožje Baykonyr je bilo ustanovljeno 16. marca 2018 s predsedniškim odlokom. Ozemlje okrožja obsega površino 18.129 ha s 233.351 prebivalci.
Aprila 1998 je vlada Kazahstana pozvala arhitekte in urbaniste mednarodnega slovesa, da sodelujejo na natečaju za novo prestolnico. 6. oktobra 1998 je japonski arhitekt Kišo Kurokava prejel prvo nagrado. Kurokavin predlog je bil namenjen ohranitvi in ponovnemu razvoju obstoječega mesta ter ustvarjanju novega mesta na južni in vzhodni strani reke Išim, kar bi omogočilo simbiozo zgodovine in prihodnosti.
Severno od železniške proge, ki prečka Astano v smeri vzhod–zahod, so industrijska in revnejša stanovanjska območja. Med železniško progo in reko Išim je središče mesta, kjer poteka intenzivna gradbena dejavnost. Na zahodu in vzhodu so bolj dvignjena stanovanjska območja s parki in novim območjem državne uprave južno od reke Išim. Tukaj poteka veliko velikih gradbenih projektov; na primer gradnja diplomatske četrti in vladnih stavb. Do leta 2030 naj bi bile te četrti dokončane. Glavni načrtovalec Astane Vladimir Laptev želi zgraditi Berlin v evrazijskem slogu. Izjavil je, da zgolj administrativna prestolnica, kot je Canberra, ni eden od njegovih ciljev.

### Expo 2017
1. julija 2010 so na 153. generalni skupščini Bureau International des Expositions v Parizu predstavniki takratne Astane predstavili ponudbo mesta za gostitelja Specialized Expo 2017. Tema Astana Expo je bila Energija prihodnosti.
Expo 2017 se je ob velikem pompu odprl 10. junija 2017, prisotnih pa so bili voditelji držav iz 17 držav. Gre za prvi svetovni sejem v Srednji Aziji, njegov osrednji paviljon Nur Alem pa je največja sferična stavba na svetu. Dvomilijonti obiskovalec je bil zabeležen 7. avgusta. Dogodka se je udeležilo več kot 4 milijone ljudi.

## Znamenitosti
- Predsedniška palača Ak Orda je rezidenca predsednika Republike Kazahstan
- Velika mošeja Astana – največja mošeja v Srednji Aziji, dokončana leta 2022
- Baiterek je glavna atrakcija in simbol Astane
- Narodni kulturni kompleks Etnoavl – edinstven kulturni, turistični in imidž projekt za Expo 2017. Etnoavl je prava priložnost, da odpotujete v preteklost in se počutite kot pravi nomad, začutite vzdušje preteklih stoletij. Narodno-kulturni kompleks obiskovalce seznani z bogato zgodovino, kulturo, umetnostjo in tradicijo kazahstanskega ljudstva.
- Vrata večne dežele (Мәңгілік ел қақпасы) je znamenita arhitekturna stavba, postavljena v čast obletnice neodvisnosti Kazahstana po zamisli Nursultana Nazarbajeva
- Palača neodvisnosti – stavba, namenjena diplomatskim in drugim dogodkom mednarodne ravni; stavba ima tudi obsežen načrt postavitve Astane z obstoječimi in prihodnjimi objekti
- Jastar – palača ustvarjalnosti šolarjev in mladine
- Kazakh Eli – ("Dežela Kazahov") – spomenik na Trgu neodvisnosti. 91-metrska stela je okronana s ptico Samruk – kraljem vseh ptic, varuhom ljudstev. Mitološka podoba Samruka vključuje tudi drugi pomemben spomenik Kazahstana - Baiterek, v prevodu 'Drevo življenja', pod katerim sedi kralj ptic in s plapolanjem kril širi semena po tleh.
- Kazahstan – Centralna koncertna dvorana
- Zabaviščni center Khan Shatyr je največji nakupovalni in zabaviščni center (velja za največji šotor na svetu). Arhitekt Norman Foster
- Kazahstanski paviljon Expo 2017
  - Kazahstanski paviljon in znanstveni muzej Nur Alem je najvišja stavba kroglaste oblike s premerom 30 metrov kot Ericsson-Glob Arena v Stockholmu
  - National Space Center Future Energy Museum Nur Alem EXPO 2017 – sferična stavba Nur Alem (kaz. Sijoči svet). Njena višina je 100 metrov, premer pa 80 metrov
- Nurjol Boulevard je rekreacijska cona za pešce z Alejo pojočih fontan
- Palača miru in sprave je kongresna dvorana, zasnovana za vrhove in kongrese predstavnikov tradicionalnih kazahstanskih in svetovnih religij. Arhitekt Norman Foster
- Palača Shabyt – Kazahstanska nacionalna univerza za umetnost

## Pobratena mesta
Astana je pobratena z:
- Aman, Jordanija (2005)
- Ankara, Turčija (2001)
- Ašgabat, Turkmenistan (2017)[28]
- Bangkok, Tajska (2004)
- Peking, Kitajska (2006)
- Biškek, Kirgizistan (2011)
- Damask, Sirija
- Gdańsk, Poljska (1996)
- Hanoj, Vietnam (2009)
- Islamabad, Pakistan
- Kazan, Rusija (2004)
- Kijev, Ukrajina (1998)
- Manila, Filipini[29]
- Moskva, Rusija
- Nica, Francija (2013)
- Nusantara, Indonezija (2023)[30]
- Oulu, Finska (2013)
- Putrajaya, Malezija
- Riga, Latvija (1998)
- Sankt Peterburg, Rusija (1996)
- Seul, Južna Koreja (2004)
- Taškent, Uzbekistan
- Tbilisi, Gruzija (1996)
- Ufa, Rusija (2010)
- Ulan Bator, Mongolija (2019)[31]
- Uşak, Turčija
- Vilna, Litva
- Varšava, Poljska (2002)
- Zagreb, Hrvaška (2014)

### Prijateljska mesta
Astana sodeluje tudi zh:
- Baku, Azerbajdžan
- Beograd, Srbija
- Berlin, Nemčija
- Bukarešta, Romunija
- Budimpešta, Madžarska
- Kairo, Egipt
- Čeljabinsk, Rusija
- Čișinău, Moldavija
- Kurgan, Rusija
- Kursk, Russia
- Minsk, Belorusija
- Omsk, Rusija
- Penza, Rusija
- Saratov, Rusija
- Sverdlovsk, Rusija
- Tomsk, Rusija
- Urumči, Kitajska